# Louisiana State University Press
La Louisiana State University Press (LSU Press) è la casa editrice universitaria della Università statale della Louisiana (Louisiana State University). Fondata nel 1935, pubblica opere di ricerca universitaria e libri di interesse generale. LSU Press è membro dell'Association of American University Presses.
LSU Press pubblica circa 70 nuovi libri ogni anno e ha un catalogo di oltre 2000 titoli. I principali campi di pubblicazione includono la storia del sud degli Stati Uniti, gli studi letterari del sud degli Stati Uniti, la Louisiana e il Golfo del Sud, la guerra civile americana e la storia militare, la musica delle radici, la cultura del sud degli Stati Uniti, gli studi ambientali, la storia europea, la poesia, la narrativa, gli studi sui media e l'architettura del paesaggio. Nel 2010, LSU Press si è fusa con The Southern Review, la rivista letteraria della LSU, e la società ora supervisiona le operazioni di questa pubblicazione.